# Jadwiga Jędrzejowska
Jadwiga Jędrzejowska (Cracovia, 15 ottobre 1912 – Katowice, 28 febbraio 1980) è stata una tennista polacca.
In carriera, durante l'era amatoriale, ha raggiunto in totale sei finali Slam: tre in singolare, due in doppio (vincendo il Roland Garros 1939 insieme a Simonne Mathieu) e una in doppio misto. Nell'Era Open, tra le tenniste polacche, verrà eguagliata da Agnieszka Radwańska, giunta alla finale di Wimbledon 2012 e da Iga Świątek, vincitrice dell'Open di Francia 2020. 
Per quanto riguarda il ranking la Jędrzejowska rientrò fra le prime dieci del mondo dal 1936 al 1939, raggiungendo la terza posizione nel 1937.

## Biografia
Cresciuta davanti ai campi da tennis dell'Academic Sports Association di Cracovia da genitori poveri di classe operaia, iniziò ad appassionarsi al tennis come raccattapalle, poiché il tennis era considerato uno sport per i più benestanti. Fin da piccola, inizia a scambiare qualche battuta quando i campi sono vuoti con una racchetta presa in prestito. Nonostante la madre nutra forti dubbi sul futuro della figlia, il padre la appoggia e le costruisce una racchetta in legno. All'età di 12 anni comincia già a guadagnare giocando a tennis, ma non riesce a entrare nelle grazie di Wanda Dubieńska, campionessa nazionale, e di Maria Boniecka. Inoltre, le racchette e i vestiti rigorosamente bianchi erano molto costosi, tant'è che veniva aiutata dal suo club per acquistarli. 

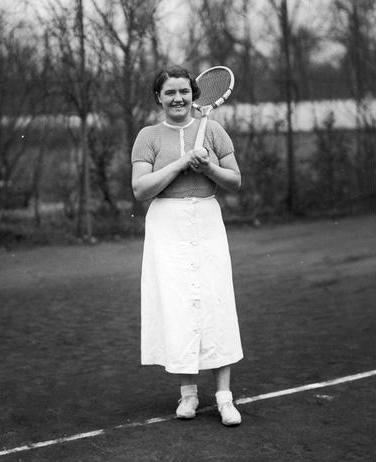
Jadwiga Jedrzejowska nel 1935

Vinse il torneo di doppio misto alle Internazionali d'Italia nel 1935 in coppia con Harry Hopman. riuscendo ad avere la meglio su Evelyn Dearman e Pat Hughes per 6-3, 1-6, 6-3 
Continuando a giocare, raggiunge la sua prima finale Slam in carriera a Wimbledon 1937, dove viene sconfitta da Dorothy Round Little con il punteggio di 6-2 2-6 7-5, dopo essersi trovata avanti per 4-2 nel terzo parziale, anche se alcune fonti sostengono che il vantaggio di Jadwiga fosse di 4-1, ovvero di "otto punti dalla vittoria". In seguito, gli organizzatori le diedero un assegno di 3,5 dollari e il titolo di "runner-up" (tradotto in italiano: finalista). A fine torneo, la stampa britannica definirà questo match come il più drammatico di tutte le finali di Wimbledon. Successivamente, prende parte all'ultimo torneo del Grande Slam della stagione, U.S. National Championships, dove raggiunge la seconda finale Slam consecutiva. Qui è costretta ad arrendersi alla cilena Anita Lizana, numero uno del mondo all'epoca. 

L'anno seguente raggiunge la finale a New York, stavolta in doppio con Simonne Mathieu. Le due vengono sconfitte in rimonta dalle statunitensi Sarah Palfrey Cooke e Alice Marble con il punteggio di 6-8 6-4 6-3. La Marble si è aggiudicata, in quell'annata, il titolo in tutte e tre le specialità: singolo, doppio femminile e doppio misto.

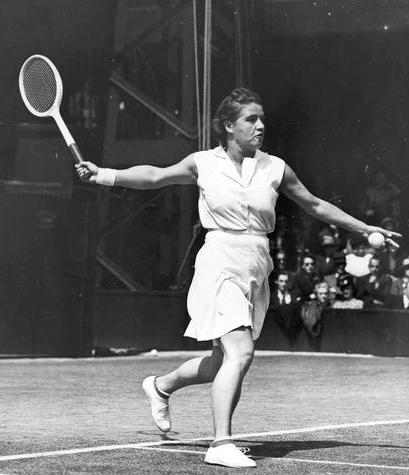
Jadwiga Jędrzejowska a Wimbledon 1939

Nel 1939, nuovamente in coppia con Simonne Mathieu, si aggiudica gli Internazionali di Francia 1939, quello che sarà per la polacca l'unico titolo Slam della carriera costellata da trofei. Riescono nell'impresa ai danni delle jugoslave Alice Florian e Hella Kovac. Sempre a Parigi, raggiunge la sua ultima finale Slam in singolare, dove viene sconfitta in due parziali dalla compagna di doppio, Simonne Mathieu, per 6-3 8-6. 
Scoppia la seconda guerra mondiale e il re Gustavo V di Svezia, accortosi del suo talento dopo aver giocato con lei, le promettere asilo a Stoccolma, ma Ja-ja (così chiamata per il suo cognome difficile da pronunciare) rinuncia, nonostante il consenso della Gestapo. La tennista polacca ammetterà, dopo la fine della guerra, che i tedeschi l'avrebbero costretta a giocare sotto la loro bandiera se avesse continuato a disputare i tornei tennistici. Difatti, il tennis era uno sport proibito per la popolazione polacca durante l'occupazione di Hitler. Jadwiga è costretta, così, al ritiro e inizia a lavorare in una fabbrica di scarpe, vivendo e mangiando male. Insieme a sua sorella Syrardw fugge dai tedeschi nel corso dell'Insurrezione di Varsavia. Tenta di tornare nella cittadina natale, ma con grande rammarico scopre che è stata rasa al suolo. 
Terminato il conflitto mondiale, ritorna in campo e al successo vincendo numerosi titoli in patria, in totale 65, spartiti nella sua carriera durata quattro decenni (1928-1964), terminata a 56 anni. Tuttavia, sui campi internazionali non riuscì mai più a eguagliare i successi degli anni 1936-1939. Da sottolineare è la vittoria del torneo nazionale polacco nel 1938, dove non concesse nemmeno un game alle avversarie. Tuttavia, Jadwiga riuscirà a raggiungere una sola finale a livello internazionale, ovvero agli Internazionali di Francia 1947, nel doppio misto con il moldavo Christian Caralulis. In questo match, vengono sconfitti con un doppio bagel dai sudafricani Sheila Piercey Summers ed Eric Sturgess.
Muore all'età di 68 anni il 28 febbraio 1980 a Katowice, per un cancro dovuto alle numerose sigarette consumate.

## Risultati in progressione nei tornei del Grande Slam
| V | F | SF | QF | #T | RR | Q# | A | ND |

(V) Torneo vinto; raggiunto (F) finale, (SF) semifinale, (QF) quarti di finale, (#T) turni 4, 3, 2, 1; (RR) round - robin; (Q#) Turno di qualificazione; (A) assente dal torneo; (ND) torneo non disputato.

### Singolare
| Torneo                     | 1931    | 1932    | 1933    | 1934    | 1935    | 1936    | 1937    | 1938    | 1939    | 1940-1945                | 1946    | 1947    | 1948    | 1949    | 1950-1964 |
| -------------------------- | ------- | ------- | ------- | ------- | ------- | ------- | ------- | ------- | ------- | ------------------------ | ------- | ------- | ------- | ------- | --------- |
| Australian Open, Melbourne | Assente | Assente | Assente | Assente | Assente | Assente | Assente | Assente | Assente | Ritirata                 | Assente | Assente | Assente | Assente | Assente   |
| Roland Garros, Parigi      | 2T      | A       | 1T      | 3T      | A       | 3T      | SF      | A       | F       | Non disputato / Ritirata | 3T      | 3T      | 1T      | Assente | Assente   |
| Wimbledon, Londra          | 1T      | 3T      | 3T      | 4T      | QF      | SF      | F       | QF      | QF      | Non disputato / Ritirata | 2T      | 2T      | Assente | Assente | Assente   |
| US Open, New York          | Assente | Assente | Assente | Assente | Assente | Assente | F       | QF      | A       | Ritirata                 | Assente | Assente | Assente | Assente | Assente   |